# Comté de Dickinson (Iowa)
Pour les articles homonymes, voir Comté de Dickinson.
Le comté de Dickinson est un comté de l'État de l'Iowa, aux États-Unis.